# ملعب فيرنر بارك
ملعب فيرنر بارك (بالإنجليزية: Werner Park)‏ هو ملعب رياضي متعدد الاختصاصات يستعمل لكل من البيسبول و كرة القدم يوجد هذا الملعب بمدينة أوماها، نبراسكا ويتسع هذا الملعب لحوالي 9,000 متفرج. 